# Antenna parabolica
Nel campo delle telecomunicazioni, con antenna parabolica s'intende un'antenna direzionale dotata di riflettore parabolico impiegabile sia in trasmissione sia in ricezione come tutte le antenne secondo il principio della reciprocità. 
Per la ricezione essa è dotata di un elemento ricevente che incorpora un amplificatore a bassa cifra di rumore (LNA) e spesso un convertitore di frequenza. In tal caso l'elemento integrato prende il nome di low noise block converter (LNBC o LNB). 
Quando è usata in trasmissione, l'antenna parabolica è dotata di un elemento trasmittente che prende il nome di illuminatore, o feeder.
Le caratteristiche principali di questa categoria di antenne sono l'alta direttività e di conseguenza il "guadagno": Queste grandezze dipendono dal rapporto tra il suo diametro efficace e la lunghezza d'onda utilizzata nella rice-trasmissione: più elevato è tale rapporto maggiore sono il "guadagno" e la direttività. Piccole antenne riceventi (diametri dell'ordine di 60 cm) sono utilizzate, ad esempio, per ricevere trasmissioni televisive da satelliti per telecomunicazioni posti in orbita geostazionaria. Antenne paraboliche più grandi sono utilizzate nei sistemi di ponti radio, mentre quelle con diametri che raggiungono anche più di 30 m sono usate per comunicazioni tra satelliti e loro stazioni di controllo a terra, ad esempio, in reti satellitari.

## Tipi di riflettori parabolici

### Prime-focus

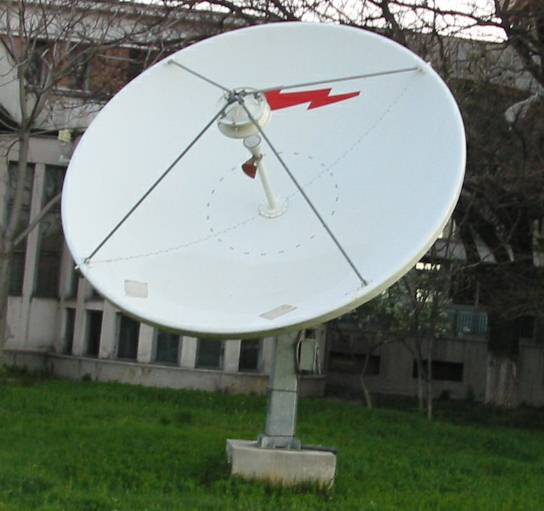
Antenna prime focus

Il riflettore prime-focus è ricavato sezionando un paraboloide con un piano perpendicolare all'asse dello stesso.
Il fuoco si trova in asse con l'antenna e pertanto al centro di essa. Perciò l'LNB per captare i segnali provenienti dal satellite è montato in corrispondenza del centro del disco. Commercialmente sono generalmente di diametro maggiore degli offset.
Grazie alle grandi dimensioni, i riflettori prime-focus sono meno sensibili a piccole irregolarità della superficie, ma a causa dell'angolo di apertura più piccolo necessitano di maggiore accuratezza nell'installazione e nel puntamento rispetto ai più comuni offset. La posizione di montaggio più orizzontale rispetto agli offset fa raccogliere facilmente la pioggia o la neve sul disco, condizionando negativamente la ricezione del segnale.
Inoltre l'LNB e i bracci di sostegno di questo coprono con la loro ombra parte del segnale che giunge dal satellite che non colpisce pertanto la superficie del riflettore.

### Riflettore offset

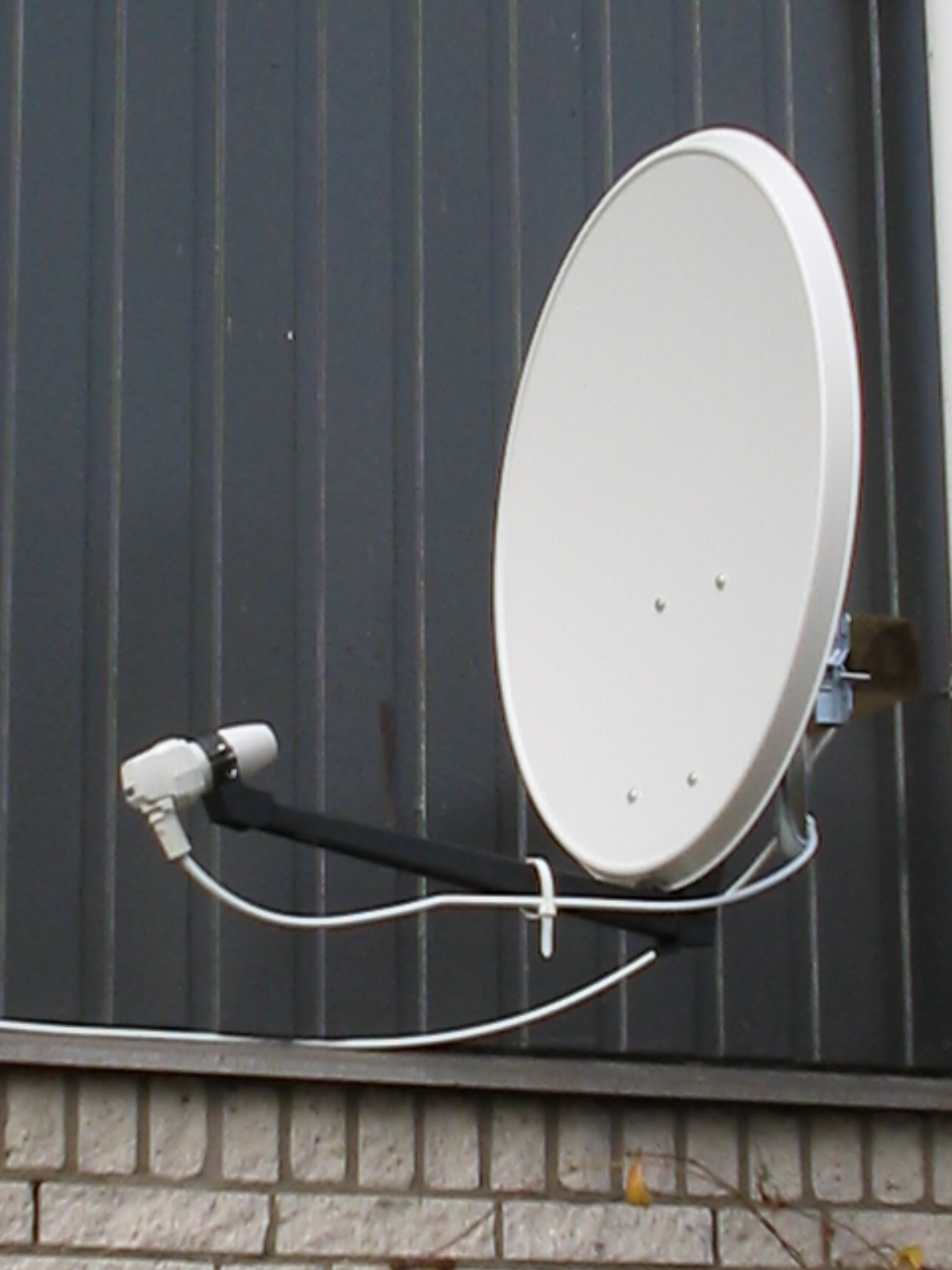
Tipica antenna offset

L'offset è un tipo di riflettore molto diffuso, per esempio, per la ricezione della televisione via satellite.
È generalmente in acciaio, alluminio o materiale plastico reso conduttore, ricavato dalla superficie di un paraboloide di maggiori dimensioni tagliato da un piano non perpendicolare all'asse del paraboloide stesso. Pertanto il fuoco del paraboloide, dove sarà collocato l'antenna dell'LNB, non è in corrispondenza del centro del riflettore ma spostato di un angolo di offset rispetto alla verticale della parabola.
A differenza del prime focus, nel riflettore offset il segnale proveniente dal satellite colpisce la totalità della superficie del riflettore che non è coperto dall'ombra del convertitore LNB o dei bracci che lo sostengono. La superficie delle antenne offset in commercio è normalmente ellittica.
L'angolo di offset generalmente si aggira intorno ai 20-25 gradi; pertanto questi riflettori sono montati più verticalmente rispetto ai prime focus. Questo riduce il possibile accumulo di neve e quindi il rischio di deformazione a causa del peso.

### Riflettore toroidale

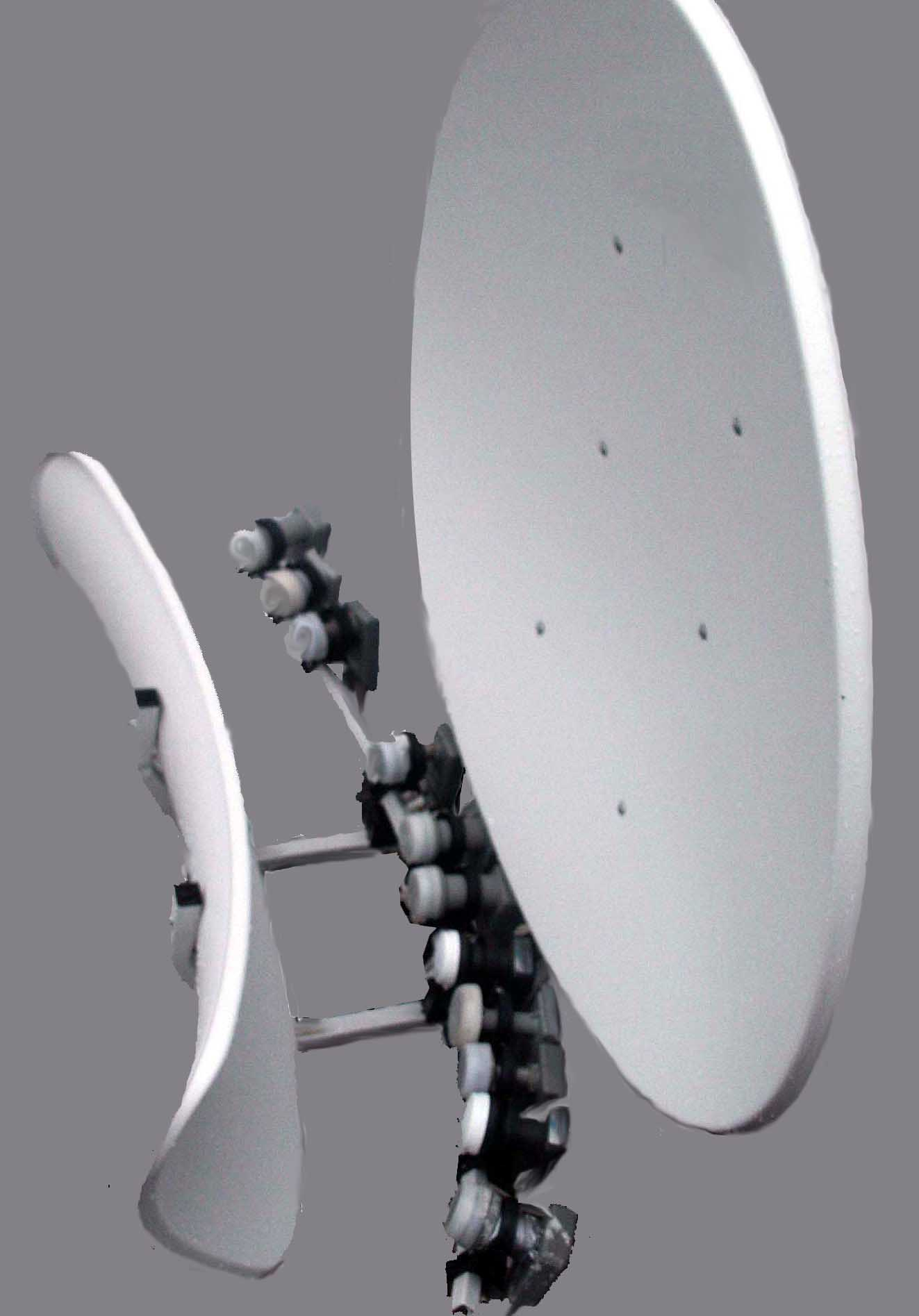
Particolare antenna toroidale gregoriana con numerosi LNB (K_{u}-band)

I riflettori toroidali sono particolari parabole, la cui superficie di riflessione è studiata in modo tale da non avere un solo punto di fuoco, ma piuttosto una linea nella quale si forma il fuoco a seconda dell'angolo di incidenza del segnale. Viene impiegata, per esempio, nella ricezione di satelliti posti in posizione diversa tra loro.
In questo modo con un'unica antenna è possibile raccogliere il segnale proveniente da satelliti distinti. Per ogni posizione satellitare si formerà un fuoco diverso, in corrispondenza del quale sarà necessario montare l'apposito LNB. L'angolo ottimale per la ricezione può variare a seconda dei modelli e del disegno della superficie di riflessione da 15°-20° fino a 40°-45°. Il "guadagno" di tale antenna è "spalmato" lungo la linea dei fuochi e quindi ripartito tra i vari LNB, una volta sottratto quello inutilizzato per la spaziatura tra loro.

### Antenna gregoriana

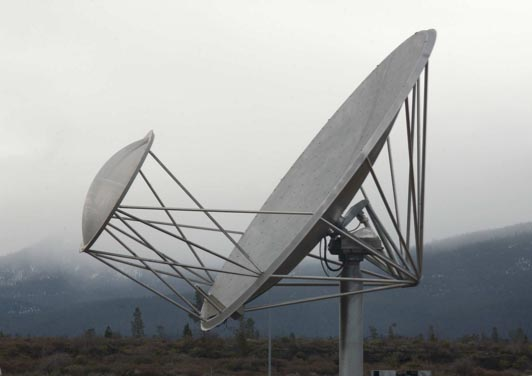
Esempio di antenna gregoriana

Le antenne gregoriane sono particolari antenne paraboliche che hanno una doppia riflessione. Una prima riflessione parabolica convoglia il segnale verso il fuoco del paraboloide primario. Un secondo riflettore (concavo) posto opportunamente prima del fuoco focalizza il segnale verso l'illuminatore posto al centro del primo riflettore parabolico.

### Antenna Cassegrain

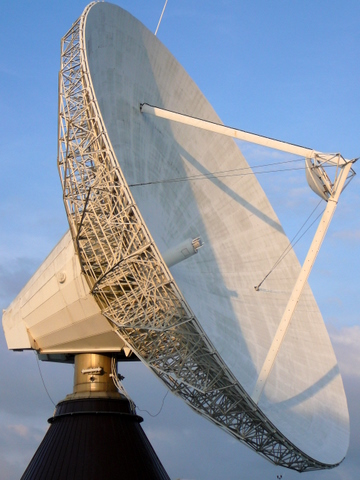
Esempio di antenna Cassegrain

Le antenne Cassegrain sono simili a quelle gregoriane. La sola differenza è che il riflettore secondario è posto dopo il fuoco primario. Ciò implica che per focalizzare il segnale verso l'illuminatore, anche in questo caso posto al centro del primo riflettore parabolico, la sua forma deve essere convessa. Le antenne toroidali con un angolo maggiore generalmente sono di tipo gregoriano, ossia hanno una doppia superficie riflettente per ottimizzare la linea di formazione dei fuochi.

## Componenti

### Low Noise Block (LNB) converter
L'antenna ricevente vera e propria non è il disco parabolico, ma il piccolo apparecchio montato davanti con una staffa: l'LNB. Esso riceve il segnale riflesso dallo specchio, lo converte a frequenza più bassa e lo invia al decoder o più in generale a un convertitore A/D.

### Disco parabolico
Il disco parabolico, chiamato riflettore, è necessario per la ricezione dei segnali dal satellite, soprattutto quando quest'ultimo è estremamente lontano dalla superficie terrestre (come, ad esempio, nei satelliti per la diffusione TV che, in orbita geostazionaria, distano più di 42.000 km dal centro della terra e quindi almeno 36.000 km dalla sua superficie), per cui il segnale che arriva sulla Terra è estremamente debole, in quanto fortemente attenuato dall'atmosfera.
La quantità di potenza che la superficie dell'LNB (pochi centimetri quadrati) può ricevere è alquanto ridotta; per questo esso non è rivolto direttamente verso il satellite, ma verso il disco parabolico. Quest'ultimo, invece, è puntato direttamente verso il satellite, dal quale riceve l'onda elettromagnetica che costituisce il segnale televisivo; poiché lo specchio parabolico ha una superficie molto più grande di quella dell'LNB, esso riceve una quantità di energia molto maggiore; grazie alla forma a paraboloide (un solido di rotazione ottenuto dalla rotazione di una parabola intorno al suo asse), esso riflette in un unico punto, detto fuoco, tutte le radiazioni elettromagnetiche (nell'approssimazione a raggi dell'ottica geometrica) che riceve dal satellite. Posizionato in questo punto, l'LNB riceverà tutta la potenza di segnale raccolta dallo specchio parabolico, la quale sarà abbastanza alta da poter essere adeguatamente rilevata e poi elaborata dal decoder, che riceve il segnale dall'LNB per mezzo del cavo coassiale che collega i due sottosistemi.
Per esempio, la luce posta davanti a uno specchio piano si rifletterà in varie direzioni; se, invece, posizioniamo la fonte di luce in corrispondenza del fuoco di una parabola, i raggi verranno riflessi tutti in un'unica direzione, paralleli l'uno all'altro. Qualcosa di analogo accade in ricezione: tutti i raggi provenienti da una direzione parallela all'asse della parabola verranno riflessi verso il fuoco; è così che il riflettore parabolico raccoglie l'energia elettromagnetica ricevuta dal satellite e la convoglia sull'LNB.
Il disco parabolico è in genere di alluminio o ferro, talvolta di materiale plastico, in modo da abbassare costi e peso, rivestito o inglobante materiale metallico riflettente. Può essere realizzato in rete per contenere peso e presa al vento, ma le aperture della trama non devono superare un decimo della minima lunghezza d'onda da riflettere. Le dimensioni fisiche del disco devono essere almeno paragonabili alla lunghezza d'onda dell'onda incidente affinché si abbia riflessione, altrimenti il disco diventa un semplice ostacolo che l'onda riesce ad aggirare o scavalcare. Nella pratica il suo diametro è almeno da sette a dieci volte la lunghezza d'onda che è chiamato a riflettere, in quanto per rapporti inferiori, dal punto di vista economico e/o costruttivo, esistono altri tipi di antenna più convenienti. Così antenne paraboliche molto grandi (ad es. radiotelescopi) spesso non sono costruite per l'uso con lunghezze d'onda rilevanti (anche qui esistono altri tipi di antenna più convenienti) ma per offrire maggiore direttività e quindi "guadagno" ("risoluzione" in radioastronomia).
A volte il piano di bocca del disco parabolico può essere coperto da materiale dielettrico, anche bombato (radome), senza interferire con la propagazione elettromagnetica, in modo da evitare disturbi atmosferici come gli accumuli di acqua, neve e condensa.

## Antenne paraboliche di uso domestico

### Puntamento
L'accuratezza necessaria nel puntamento di un'antenna parabolica dipende dalla sua direttività. Il calcolo può essere basato sul criterio di Rayleigh ed effettuato secondo la seguente formula:
{\displaystyle d=1{,}22{\frac {\lambda }{D}}\ } = {\displaystyle \ 1,22c/fD}
dove λ è la lunghezza d'onda impiegata, D è il diametro del riflettore (espressi nella stessa unità di misura) e d è l'ampiezza del lobo principale espressa in radianti, inversamente proporzionale alla direttività.
Nel caso di un satellite per diffusione televisiva in banda Ku (p.es. Hot Bird) ricevuto dall'Italia, abbiamo:
{\displaystyle \lambda \approx 0{,}03\;m}
{\displaystyle D\approx 0{,}6\;m}
da cui risulta:
{\displaystyle d\approx 0{,}05\;rad\;(3^{\circ })}
quindi possiamo stimare che l'errore angolare ammissibile è dell'ordine del grado. In altri termini, tanto più l'antenna è direttiva, cioè tanto più il lobo principale è stretto (per lambda piccolo e D grande), tanto più l'antenna ricevente diventa sensibile a un eventuale errore di puntamento dalla direzione esatta di puntamento dell'antenna trasmittente.
Per poterla orientare correttamente, l'antenna parabolica viene montata su un supporto che ne permette la regolazione in azimut ed elevazione; inoltre l'LNB (nel caso di segnali a polarizzazione lineare) può essere ruotato sul suo asse per permetterne il corretto allineamento; è opportuno l'utilizzo di uno strumento di misura che permetta di sapere quando puntamento e allineamento dell'LNB sono accettabili.
Alcuni decoder sono dotati internamente di un visualizzatore che in ogni istante mostra sullo schermo del televisore qual è la potenza del segnale ricevuto dall'antenna, permettendo così il montaggio corretto (l'installatore dovrebbe avere la possibilità di osservare il televisore o di comunicare in tempo reale con chi lo vede).
Per puntare correttamente l'antenna parabolica occorre conoscere l'azimut e l'elevazione necessari, che dipendono dall'ubicazione. Essendo le coordinate delle località italiane variabili tra 6 e 18 gradi di longitudine est e 37 e 47 gradi di latitudine nord, non esistono valori universali per il puntamento verso i satelliti della flotta Hot Bird, ma si avranno valori differenti da località a località.
Tali valori possono essere calcolati tramite complesse formule matematiche o dedotti in maniera approssimativa da tabelle precompilate, reperibili su Internet o pubblicate su riviste specializzate in televisione satellitare.
Le formule per calcolare azimut ed elevazione per il puntamento di un'antenna parabolica verso qualunque satellite (non solo Hot Bird) sono le seguenti:
```
v1 = 6,612 * 
cos
(LAT)*
cos
(LONG-SATLONG)-1
v2 = 6,612 * 
sqrt
(1-(
cos
(LAT)^2) * (
cos
(LONG-SATLONG))^2)

Elevazione
 = 
atan
(v1/v2)

Azimut
 = 180 + 
atan
( 
tan
(LONG-SATLONG) / 
sin
(LAT))
POLARIZZAZIONE = -
atan
( 
sin
(LONG-SATLONG)/
tan
(LAT) );
```

dove:
- LONG è la longitudine del luogo dove è posizionata l'antenna parabolica;
- SATLONG è la longitudine del satellite;
- LAT è la latitudine del luogo dove è posizionata l'antenna parabolica;
- sqrt è la radice quadrata

La costante 6,612 è pari al rapporto tra il raggio di un'orbita geostazionaria e il raggio terrestre. La formula per la polarizzazione sopra riportata andrà opportunamente corretta se il satellite considerato trasmette con una polarizzazione (lineare) non perfettamente allineata con l'asse terrestre (es., Hot Bird).

### Puntamento con motore

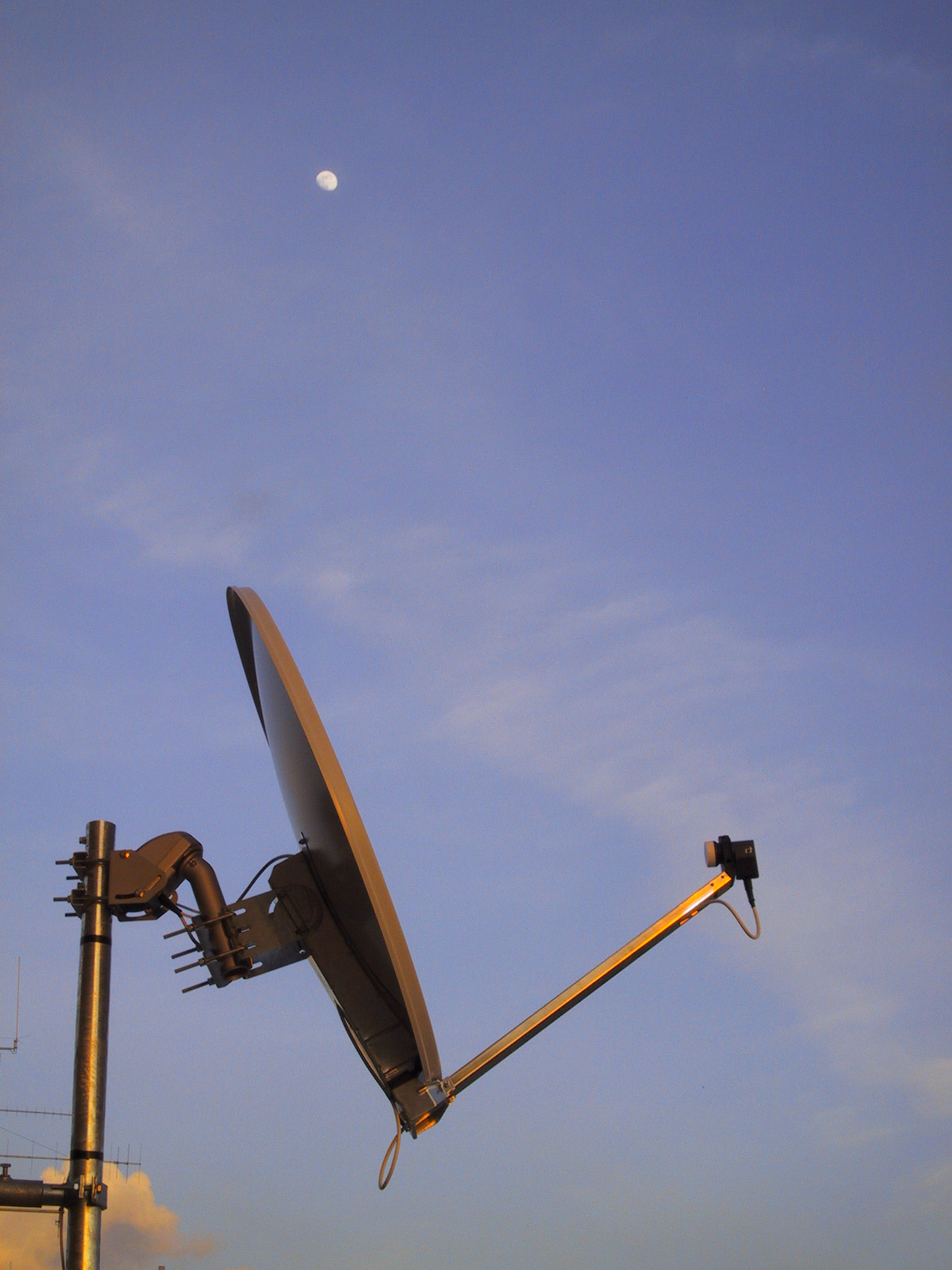
Antenna parabolica con rotore polare

Poiché da ogni punto della terra è possibile puntare numerose posizioni di satelliti geostazionari per telecomunicazioni, è comodo poter orientare l'antenna in modo da allinearla di volta in volta al satellite di cui si desidera ricevere il segnale.
Per farlo, all'antenna parabolica si applica un rotore polare o un attuatore a pistone con montatura polare in grado di spostarne l'orientamento lungo la fascia di Clarke.
Originariamente era necessario pilotare e alimentare il motore attraverso dispositivi appositi detti posizionatori; attualmente la maggior parte dei decoder in commercio riesce a pilotare e alimentare direttamente un rotore, attraverso il cavo coassiale che trasporta il segnale a radiofrequenza, tramite sistemi di controllo denominati DiSEqC e USALS.

### Coordinate geografiche dell'Italia
Le antenne paraboliche di uso domestico in Italia sono generalmente puntate sui satelliti della flotta Hot Bird dell'operatore satellitare francese Eutelsat, posti in orbita geostazionaria a una longitudine di 13 gradi est.
Essendo l'Italia situata geograficamente a una longitudine compresa tra 6 e 18 gradi est, i satelliti Hot Bird si trovano quasi sulla verticale dell'Italia. La loro orbita geostazionaria è di tipo equatoriale (ovvero il satellite orbita esattamente al di sopra dell'equatore), ed essendo l'Italia a una latitudine di circa 42 gradi nord, per ricevere da Hot Bird, un'antenna parabolica dovrà essere puntata in direzione sud (con rotazione di pochi gradi a seconda della longitudine della stazione ricevente) e inclinata in alto rispetto all'orizzonte di un angolo pari all'incirca alla colatitudine (90°-lat.) locale.

### Polarizzazione
La polarizzazione o skew di un'antenna parabolica è la rotazione intorno all'asse del disco parabolico.
La regolazione dello skew dell'antenna si rende necessaria quando il satellite è puntato a una longitudine molto diversa da quella dell'antenna parabolica, a causa dell'effetto geometrico illustrato dall'animazione qui a lato.
Dal momento che variando l'azimut dell'antenna parabolica questa ruota intorno a un asse verticale rispetto al terreno (cioè perpendicolare rispetto alla circonferenza che qui rappresenta la Terra), quando si varia l'azimut dell'antenna parabolica per puntare il satellite risulta che la polarizzazione dell'antenna non è più parallela all'asse terrestre (come lo è invece quella del satellite), il che rende difficoltosa o impossibile la ricezione del segnale.
Occorre quindi variare appunto lo skew (ultima parte dell'animazione) in modo che la polarizzazione dell'antenna torni a coincidere con quella del satellite.
Nella figura è mostrato il caso dell'antenna parabolica con longitudine minore di quella del satellite, che comporta il dover ruotare l'antenna parabolica, guardandola "da dietro" (cioè guardando verso il satellite) in senso antiorario, ossia nel verso opposto a quello che appare nell'animazione, in cui l'antenna parabolica è vista "da davanti", cioè guardando dal satellite verso l'antenna parabolica.

## Utenze domestiche
Trattandosi di impianti rimovibili, non si deve chiedere nessun permesso, tranne nel caso di vincoli particolari. Sia al proprietario che all'affittuario è concesso di installare nella propria abitazione un'antenna parabolica, anche se il condominio è dotato di un'antenna centralizzata. Il legislatore ha incentivato l'installazione di impianti di uso comune, ma non ha disposto sanzioni se questi non vengono fatti o usati. Tuttavia, per ridurre l'impatto che delle antenne in zone vincolate, come i centri storici, ha permesso ai comuni di dotarsi di regolamenti più restrittivi.